# Marcia Hiriart Urdanivia
Marcia Hiriart Urdanivia es una científica e investigadora mexicana. Desde 1992 trabaja en el Instituto de Fisiología Celular de la Universidad Nacional Autónoma de México (UNAM) donde fue su directora. Sus investigaciones versan sobre la obesidad y la diabetes mellitus.

## Trayectoria académica
Siendo pequeña se hizo voluntaria en el Hospital Infantil de México, donde surgió su interés por la medicina. Se graduó como médico cirujano en la Facultad de Medicina de la UNAM en 1980, y comenzó a impartir clases en esa escuela, y a frecuentar el laboratorio de fisiología. Concluyó una maestría en ciencias en 1983, y el doctorado en fisiología y biofísica en 1989 en el Centro de Investigación y de Estudios Avanzados del Instituto Politécnico Nacional. Hizo dos estancias posdoctorales en la Universidad de Pensilvania entre 1985 y 1987. En la facultad de Medicina de la UNAM es profesora de la materia de fisiología humana por más de treinta años.
A partir de 1992 se convirtió en investigadora titular del Instituto de Fisiología Celular, de donde fue su directora de 2013 a 2017. Es asesora de tesis, investigaciones y dictaminadora de becas y de revistas científicas internacionales como Open Diabetes Journal, lslets, Adipobiology y Gaceta Médica de La Academia Mexicana de Medicina.

## Premios y reconocimientos
- 2014 - Integrante de la Junta Directiva de la Universidad Autónoma Metropolitana
- 2005 - Premio de Investigación Médica "Dr. Jorge Rosenkranz" otorgado por la farmacéutica Grupo Roche Syntex de México,
- 2009 - Integrante del Sistema Nacional de Investigadores, nivel III
- 2009 - Integrante del Comité de Bioética de la Facultad de Medicina de la UNAM
- 2018 - Reconocimiento Sor Juana Inés de la Cruz, UNAM.
- Integrante del Departamento de Biología Médica de la Academia Nacional de Medicina
- Presidenta de la Sociedad Mexicana de Ciencias Fisiológicas